# 김하음
김하음(1989년 10월 20일 ~ )은 대한민국의 레이싱 모델이다.

## 드라마
- 2010년 - 키스 앤 더 시티

## 경력

### 에이빙모델 경력
- 2012년 - 국제게임쇼 지스타 한게임 모델
- 2012년 - 서울오토살롱 서울오토서비스 제일카넷 레이싱모델
- 2012년 - 부산국제모터쇼 렉서스 메인모델
- 2012년 - 오토모티브위크 ACM 레이싱모델
- 2011년 - 세마쇼 한국타이어 모델
- 2011년 - 지스타 위메이드 메인모델
- 2011년 - 서울오토살롱 서울오토서비스 VIP 레이싱모델
- 2011년 - 서울국제모터쇼 렉서스 메인모델
- 2010년 - 서울오토살롱 서울오토서비스 레이싱모델
- 2010년 - 부산국제모터쇼 기아자동차 모델

### 레이싱모델 경력
- 2016년 - 대한통운 슈퍼레이스 챔피언쉽 SK루브리컨츠 스폰서쉽 전속모델
- 2012년 - 기아모터스팀
- 2012년 - 록타이트-HK 레이싱팀
- 2011년 - 코리아스피드페스티벌 레이싱모델
- 2011년 - 한국 DDGT 챔피언십 레이싱모델
- 2011년 - 코리안챌린지컵 바이크대회 Agip 레이싱모델
- 2011년 - 코리아 GT 그랑프리 & SUV 스피드 챔피언십 레이싱모델
- 2011년 - MK 레이싱팀
- 2010년 - 코리아 랠리 슈퍼 스테이지 오프로드대회 레이싱모델
- 2010년 - 코리아 드래그 레이스 챔피언십 레이싱모델
- 2010년 - SF 스피드 페스티벌 레이싱모델
- 2010년 - 코리아 GT 그랑프리 레이싱모델
- 2010년 - SUV 스피드 챔피언십 레이싱모델
- 2010년 - 기아모터스 레이싱팀
- 2009년 - 힐클라임대회 레이싱모델

## 수상
- 2024년 - 2024 아시아모델어워즈 레이싱모델 부문 수상
- 2023년 - 2023 퍼니지모델어워즈 레이싱모델 부문 대상
- 2022년 - 2022 퍼니지모델어워즈 올해의 레이싱모델 수상
- 2016년 - 코리아 레이싱모델 쇼&어워즈 네티즌 인기상
- 2011년 - 제12회 대한민국 문화예술대상 레이싱모델부문 신인상
- 2010년 - 서울오토서비스 서울오토살롱 신인 레이싱모델 선발대회 더클래식상